# Istachr
Die Stadt Istachr (persisch استخر Estachr, auch Istakhr, Istachar oder Stachr bzw. Stakhr) ist ein historischer Ort in der Provinz Fars im Iran, der von Alexander dem Großen unweit (ca. 5 km) und mit den Trümmern des von ihm niedergebrannten Persepolis (330 v. Chr.) errichtet wurde. Es war neben der Hauptstadt Ktesiphon eine der Sommerresidenzen des sassanidischen Reiches. Istachr liegt nur wenige hundert Meter südlich von Naqsch-e Rostam, wo sich einige Gräber achämenidischer Großkönige sowie eine Reihe sassanidischer Felsreliefs befinden. Der Aufstieg der Sassaniden begann in Istachr, wo Papak um 206 an die Macht kam, bevor sein Sohn Ardaschir I. sich später gegen den Partherkönig erhob und ihn stürzte.
Istachr widerstand zunächst arabischen Angriffen (640-649) während der arabischen Eroberung, wurde jedoch später durch die 684 gegründete Stadt Schiras in seiner Bedeutung zurückgedrängt. Im Jahr 998 wurde der Großteil der Stadt endgültig zerstört, sodass nur noch eine kleine Ansiedlung zurückblieb.

## Forschungsgeschichte
Die Ruinen des Ortes wurden im Jahr 1848 von Eugène Flandin (1803–1876) und Pascal Coste (1787–1879) wiederentdeckt und der Fundort kartiert. Erste Ausgrabungen fanden 1932 und 1934 statt, als Ernst Herzfeld für das Orient-Institut in Persepolis tätig war. 1935 und 1937 konnte Erich Friedrich Schmidt erste Luftaufnahmen machen, die im Wesentlichen die Ausmaße des Ortes im 9. oder 10. Jahrhundert wiedererkennen ließen.
Heute sind die Freitagsmoschee aus dem 7. Jahrhundert im Südwesten bekannt, die an drei Seiten von einem Basar umgeben war, eine Prachtstraße, Wohnhäuser, möglicherweise ein Krankenhaus sowie weitere Anlagen. Die Stadt selbst war vorwiegend aus großen Steinen gebaut anstatt mit Ziegeln. Die Häuserblöcke maßen 400 m im Quadrat und die ganze Anlage war daran ausgerichtet. Die Moschee ist im assyrischen Stil erbaut und mag in vorislamischen Zeiten als Anahita-Heiligtum oder Feuertempel nach iranischem Brauch gedient haben. Schmidt beschreibt Istachr so: „Heiliger Bezirk in der Nähe von Persepolis, Platz der Felsengräber von Dareios I. und späteren Königen.“

## Istachr in Schāhnāme
Istachr findet auch in Schāhnāme, dem iranischen Nationalepos und Lebenswerk des persischen Dichters Abū ʾl-Qāsim Firdausī (940/41-1020) als Residenzstadt des Kay Kāōs Erwähnung. So finden sich in der Geschichte von Rostam und Sohrab die Zeilen:

„Doch zu Kay Ka’us kam nach Istachar der Brief

Des Gaždaham, womit in Eil der Bote lief.“

„Aus seiner Ruhe ward Kay Ka’us aufgestört,

Als meinen Namen er in Istachar gehört.“